# Barbus oxyrhynchus
The Pangani Barb (Barbus oxyrhynchus) is a ray-finned fish species trong họ Cyprinidae. It might include the Rhinofish, which is presently known as B. mariae.
Nó được tìm thấy ở Kenya và Tanzania. Môi trường sống tự nhiên của nó là các con sông. It is not considered a threatened species by the IUCN.

## Hình ảnh

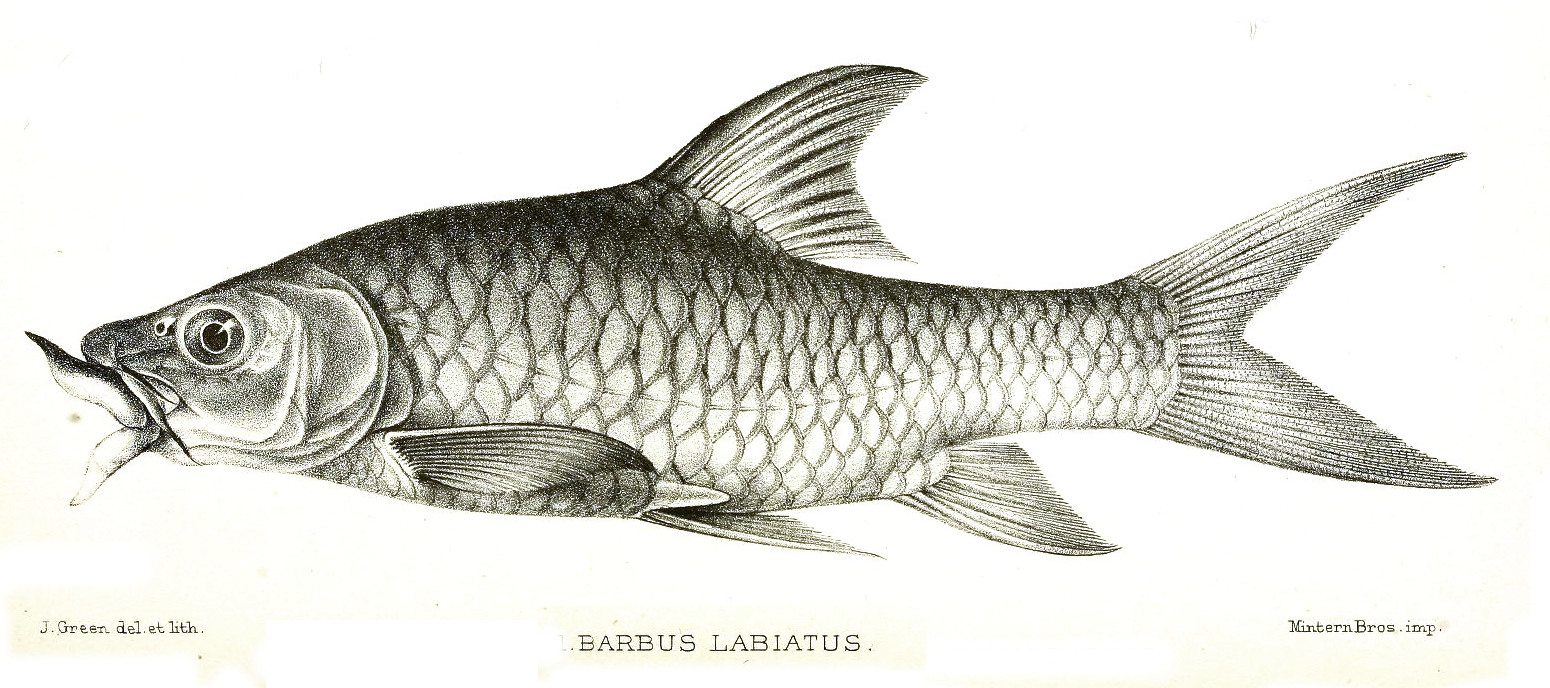
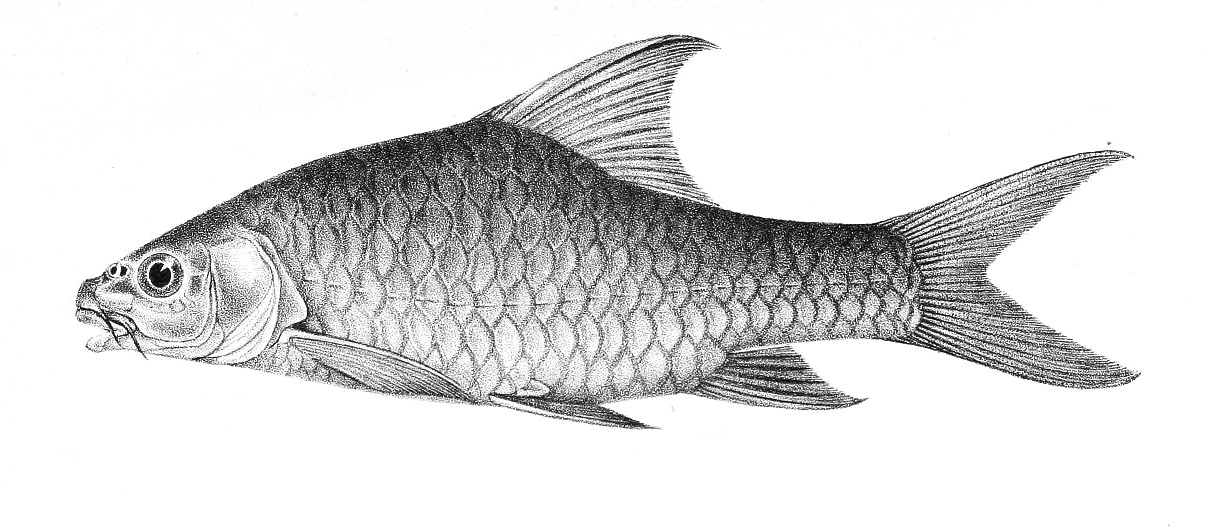